# Cyklopat
Pour plus de détails, voir Fiche technique et Distribution.
Cyklopat (Циклопът) est un film bulgare réalisé par Christo Christov, sorti en 1976.

## Synopsis
Un homme a délaissé sa carrière scientifique pour s'engager dans l'armée et est devenu commandant d'un sous-marin nucléaire.

## Fiche technique
- Titre : Cyklopat
- Titre original : Циклопът
- Réalisation : Christo Christov
- Scénario : Christo Christov d'après le roman de Gencho Stoyev
- Musique : Kiril Tsibulka
- Photographie : Venets Dimitrov
- Société de production : Boyana Film et Bulgarofilm
- Pays :  Bulgarie
- Genre : Drame
- Durée : 96 minutes
- Dates de sortie : 
  -  Bulgarie : 26 novembre 1976

## Distribution
- Mihail Mutafov : Edi, le commandant
- Nevena Kokanova : Zoya
- Penka Tsitselkova : Mariya
- Nikola Dadov : le père d'Edi
- Penko Penkov : le second
- Pavel Popandov : l'acousticien
- Ivan Yordanov : le capitaine
- Zinka Drumeva
- Ognyan Gilinov
- Virdzhinia Kirova
- Kiran Kolarov

## Distinctions
Le film a été présenté en sélection officielle en compétition lors de Berlinale 1977.